# ベック・ボガート & アピス
ベック・ボガート & アピス (Beck, Bogert & Appice、BBA (BB&A)) は、ジェフ・ベック、ティム・ボガート、カーマイン・アピスが結成したハードロック・バンド。
1972年から1974年まで活動し、当時は「最強のロック・トリオ」と呼ばれた。

## 歴史

### 結成まで

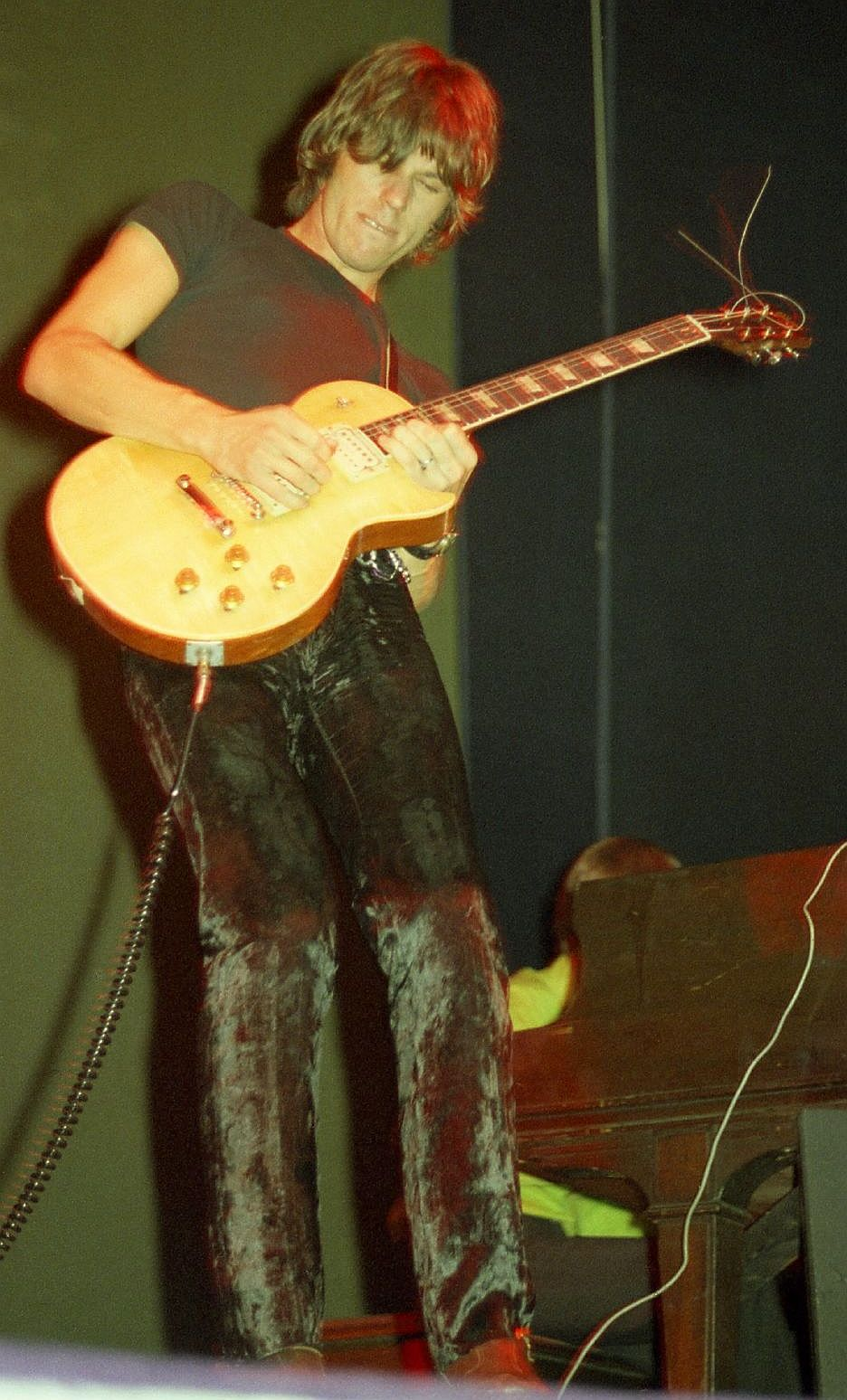
ジェフ・ベック・グループ時代のベック (G) 1968年

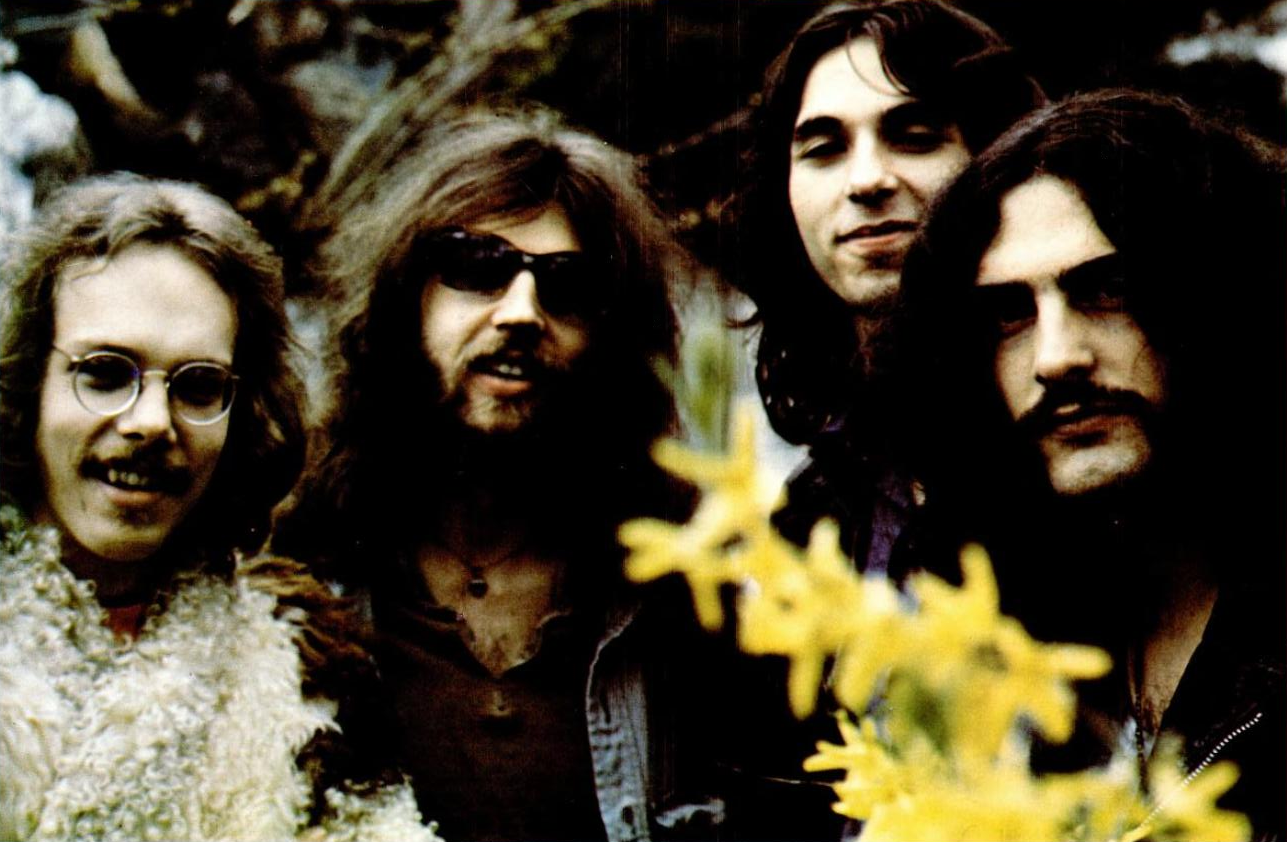
カクタス - 左端ボガート (B)、右端アピス (Ds) 1970年

このセッション企画が持ち上がったのは1969年。ジェフ・ベックは当時「ジェフ・ベック・グループ」を率いていたが、「バニラ・ファッジ」で活動していたティム・ボガートとカーマイン・アピスによる強力なリズム・セクションに衝撃を受ける。一方、ボガートとアピスは既にベックの才能を知っていたため、この話を聞いてセッションに招くことにした。この時、バニラ・ファッジはコカ・コーラ社の音楽を依頼されていたが、ギタリストのヴィンス・マーテルが怪我をしていたため、代役としてベックに参加を要請したのである。ニューヨークではレッド・ツェッペリンのメンバーなどを交えて一度だけのライブも行い、互いの力量を確かめ合った。その結果、ジェフ・ベック・グループのボーカリストであったロッド・スチュワートを加えた4人で新グループ結成に動くが、スチュワートは「フェイセズ」に加入してしまい、結局3人でバンドを始動することに決まる。
しかし11月2日、ベックは交通事故を起こして全治3か月の重傷を負ってしまう。この間にボガートとアピスは新バンド「カクタス」を結成してしまい、この3人でのバンド計画は流れてしまうことになる。これを受けてベックは回復後に第2期「ジェフ・ベック・グループ」を結成した。

### バンド始動
そして1972年、カクタスと第2期ジェフ・ベック・グループが解散し、再びバンド結成の機運が訪れる。3人に加えてジェフ・ベック・グループのマックス・ミドルトン（キーボード）、『ジーザス・クライスト・スーパースター』のキム・ミルフォード（ボーカル）、以上5人でリハーサルを行い、ジェフ・ベック・グループ名義で8月1日よりツアーを開始。しかしミルフォードのステージパフォーマンスに不満を感じ解雇、第2期ジェフ・ベック・グループからボブ・テンチを呼びツアーを続けるが、ツアー終了後ミドルトンとテンチが脱退してしまう。
ポール・ロジャース招聘を図るもこれに失敗し、最終的にトリオ編成の「ベック・ボガート & アピス」として9月16日にスタートを切ることになった。10月、ヨーロッパ・ツアー。11月、アルバムのレコーディング。翌1973年2月、アルバム『ベック・ボガート & アピス』発売。その後、イギリス・ツアーを行った。
1973年5月に日本ツアーを行う。ツアーは5月14日 日本武道館、5月16日 名古屋市民会館、5月18日・19日 大阪厚生年金会館 とまわり、大阪公演の模様はライブ盤『ベック・ボガート & アピス・ライヴ・イン・ジャパン』として1973年10月21日にリリースされた。2013年には曲順を実際のセットリスト順に改めた40周年記念盤がリリースされた。しかし帰国後にボガートが交通事故で重傷を負ってツアーがキャンセル、夏になる頃には解散の噂が飛ぶようになる。
11月にバンドは2度目のヨーロッパ・ツアーを開始、ツアーは11月21日のフランス公演から始まった。クリスマス休暇をはさんでイギリス・ツアーが、1974年1月10日のニューカッスルから始まる。全部で15回のショーが行われ、ブライトン、リーズ、リヴァプール、シェフィールド、ブリストル、ロンドン、スコットランド、グラスゴー、エディンバラでライブが行われた。ツアーは2月29日のエディンバラ、カレー・ピクチャー・ハウスで終了した。その後にはニューオリンズのマルディグラ・フェスに出演している。
1974年1月26日にバンドはヨーロッパ・ツアーの一部としてレインボー・シアターでコンサートを行った。このコンサートは1974年9月9日にアメリカで『Rock Around the World』のタイトルを冠して全編が放送された。これはバンドによる最後の録音となり、セカンド・アルバム収録曲のプレビューともなった。このコンサートの様子は『At Last Rainbow』のタイトルで海賊盤としてリリースされている。「ユー・シュック・ミー」と「ブギー」を含んだメドレーは後に1991年のジェフ・ベック名義のコンピレーション・アルバム『ベッコロジー』に収録された。『ベッコロジー』にはこの他にもセカンド・アルバム用とされる「Jizz Whizz」が収録されたほか、当時のBB&Aはもちろん、後述のCB&Aなどでもこの時期の楽曲が演奏されている。
セカンド・アルバムのセッションは1974年1月に行われたが、ベックとボガートの確執もあって完成には至らなかった。1974年5月18日、『ニュー・ミュージカル・エクスプレス』誌は「数週間にわたって囁かれてきた、BBAの解散が差し迫っているという噂はベーシストのティム・ボガートによって確認された」との記事を掲載した。『メロディ・メイカー』誌もバンドの解散に関する記事を掲載した。バンドは2枚目のスタジオ・アルバム完成前に自然解散となった。
海賊盤『At Last Rainbow』収録曲
1. "Laughin' Lady" (5:53)
2. "Lady" (7:05)
3. "Morning Dew" (12:22)
4. "Superstition" (6:07)
5. "(Get Ready) Your Lovemaker's Comin' Home" (7:40)
6. "Blues De Luxe - You Shook me" (5:34)
7. "Rainbow Boogie" (11:32)  ["BBA Boogie"]

その後、ボガートとアピスは、1999年にCharと共にChar, Bogert & Appice（CB&A）、翌2000年にリック・デリンジャーと共にDerringer, Bogert & Appice（DB&A）としての活動も行った。

## メンバー
- ジェフ・ベック (Jeff Beck) - ギター、ボーカル（一部）
- ティム・ボガート (Tim Bogert) - ベース、ボーカル
- カーマイン・アピス (Carmine Appice) - ドラムス、ボーカル

※リード・ボーカルはアピス、一部ボガート。「黒猫の叫び - Black Cat Moan」のみベック。

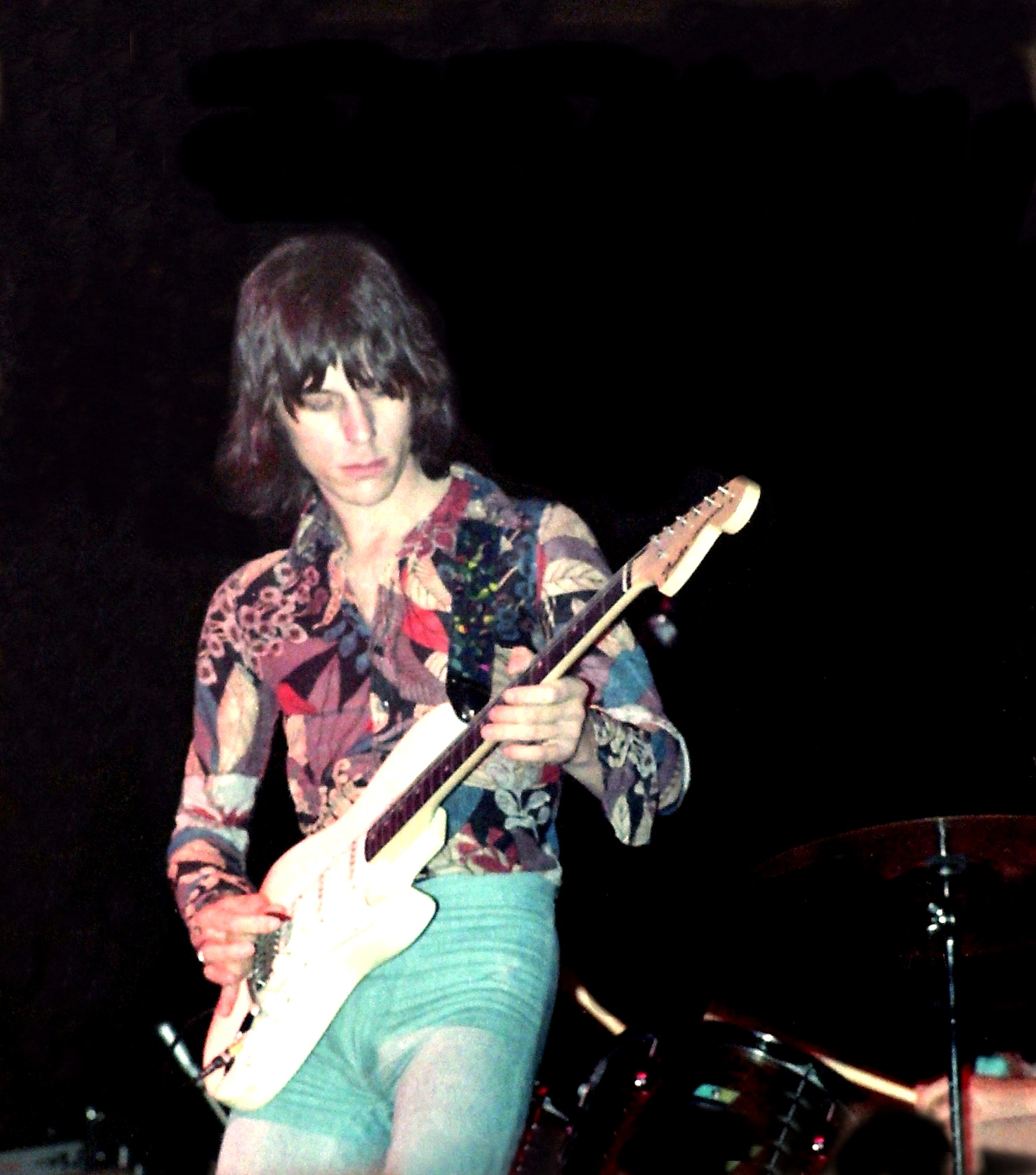
ジェフ・ベック(G) 1972年
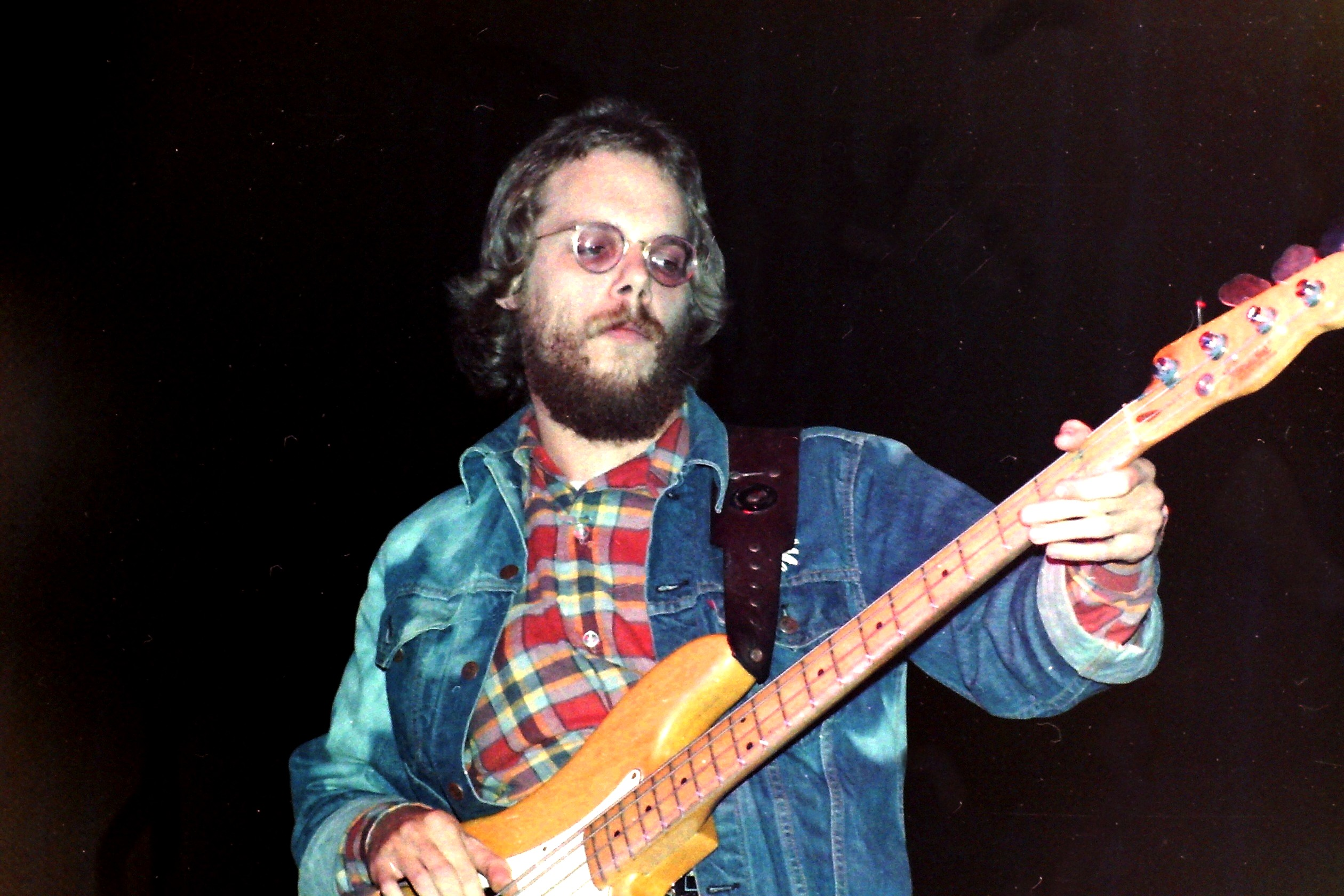
ティム・ボガート(B) 1972年
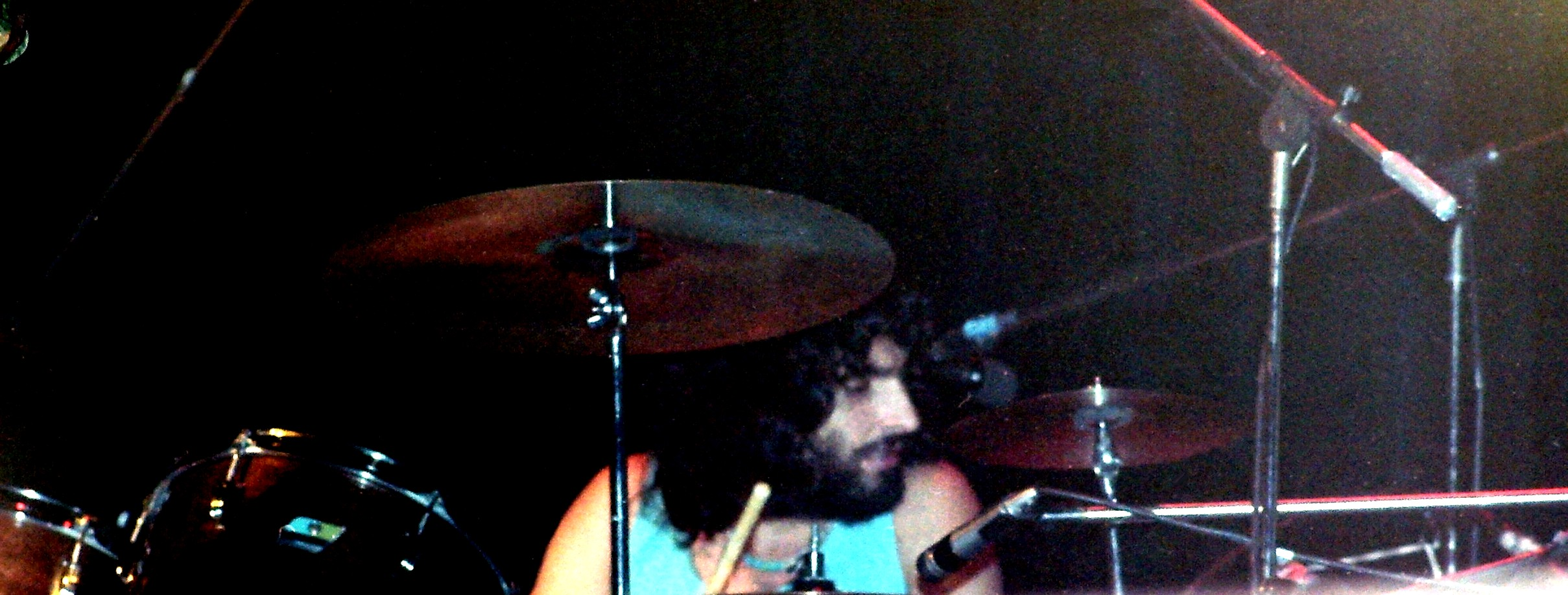
カーマイン・アピス(Ds) 1972年

サポート・メンバー
- キム・ミルフォード (Kim Milford) - ボーカル ※6公演に参加。1972年8月4日から7日まで、ベック、ボガート、アピスとジェフ・ベック・グループとして出演[6]。ミルフォードはダラスのマジェスティック劇場コンサート後にバンドを脱退。
- ボブ・テンチ (Bobby Tench) - ボーカル ※13公演に参加。1972年8月8日から9月19日まで、ベック、ボガート、アピスとジェフ・ベック・グループとして出演[7]。テンチはシカゴのアリー・クラウン劇場コンサートからバンドに加わった。
- マックス・ミドルトン (Max Middleton) - キーボード ※19公演に参加。ボブ・テンチと共に脱退。

## ディスコグラフィ

### スタジオ・アルバム
- 『ベック・ボガート & アピス』 - Beck, Bogert & Appice (album)|Beck, Bogert & Appice (1973年、Epic) ※全米12位、RIAA売上認定・ゴールドディスク[8]

### ライブ・アルバム
- 『ベック・ボガート & アピス・ライヴ・イン・ジャパン』 - Beck, Bogert & Appice Live (in Japan) (1973年、Epic)

### コンピレーション・アルバム
- 『ベッコロジー』 - Beckology (1991年、Epic/Legacy) ※ジェフ・ベックの編集盤。BBAの楽曲を一部収録

### ボックスセット
- 『ライヴ・イン・ジャパン1973 / ライヴ・イン・ロンドン1974』 - Live in Japan 1973/Live in London 1974 (2023年、Atco/Rhino)

### シングル
- 「黒猫の叫び!」 "Black Cat Moan" / "Livin' Alone" (UK 1973年2月16日)
- 「迷信」 "Superstition" / "Sweet Sweet Surrender" (日本 1973年)
- "I'm So Proud" / "Oh to Love You" (US 1973年5月28日)
- "Lady" / "Oh to Love You" (US 1973年7月16日)

## 参照
- Christopher Hjort; Doug Hinman (2000-07-01) (英語). Jeff's book : A chronology of Jeff Beck's career, 1965-1980, from the Yardbirds to jazz-rock. Rock 'n' Roll Research Press. ISBN 0-9641005-3-3
- Annette Carson (2002-03-28) (英語). Jeff Beck: Crazy Fingers. Backbeat books. ISBN 0-87930-632-7